# Maryam al-Khawaja

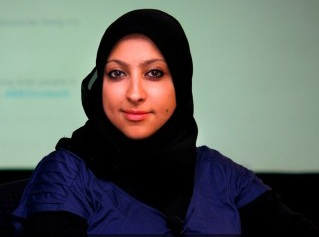
Maryam Abdulhadi al-Khawaja

Maryam Abdulhadi al-Khawaja (مريم عبد الهادي الخواجة, DMG Maryam ʿAbd al-Hādī al-Ḫawāǧa; * 26. Juni 1987 in Damaskus, Syrien) ist eine bahrainische Menschenrechtsaktivistin. Sie ist eine Tochter des bahrainischen Menschenrechtsaktivisten Abdulhadi al-Khawaja; Khadija Almousawi ist ihre Mutter. Sie ist Vizepräsidentin des Bahrain Center for Human Rights; seit der Verhaftung von Nabeel Rajab fungiert sie als Präsidentin.

## Leben
Al-Khawaja wurde in Syrien geboren, wohin ihr Vater Mitte der 1980er Jahre verbannt worden war. Als sie zwei Jahre alt war, gelang es ihrer Familie, politisches Asyl in Dänemark zu erhalten. Dort lebten sie bis zum Jahr 2001, als ihnen erlaubt wurde, nach Bahrain zurückzukehren.
Nach ihrem Examen an der University of Bahrain im Jahr 2009 (BA in English Literature and American Studies) verbrachte al-Khawaja mit Hilfe eines Fulbright-Stipendiums ein Jahr an der Brown University. Als sie Mitte 2010 nach Bahrain zurückkehrte, gelang es ihr nicht, einen Job zu finden (den sie in den Bereichen Public Relations oder Erziehung suchte), weil ihr Vater als Regierungskritiker bekannt ist und war.
Sie wurde schließlich im Bahrain Center for Human Rights aktiv, zu dessen Gründern ihr Vater zählt. Dort übernahm sie die Leitung des Büros für auswärtige Beziehungen.
Am 14. Februar 2011 begannen Proteste und Demonstrationen in Bahrain (Teil des Arabischen Frühlings). Am 22. Juni 2011 wurde ihr Vater von einem Militärgericht zu einer lebenslangen Freiheitsstrafe verurteilt wegen Aktivitäten im Rahmen dieser Proteste (das Urteil spricht von „Organisieren und Betreiben einer terroristischen Organisation“).
Am 4. März 2013 wurde bekannt, dass sie eine von 209 nominierten Personen für den Friedensnobelpreis ist.